# Aucan (album)
Aucan è il primo album discografico degli Aucan, pubblicato nel 2008 da Ruminance e AfricanTape.

## Tracce
1. Reset
2. Reset Part 2
3. Iena
4. Urano
5. Fauna
6. Ac ha b
7. Ac ha b Part 2
8. Ac ha b Part 3
9. Satellite
10. Imho
11. Tesla

## Formazione

### Gruppo
- Giovanni Ferliga - voce, chitarra, sintetizzatore, e campionatore
- Francesco D'Abbraccio - sintetizzatore e chitarra
- Dario Dassenno - batteria

### Altri musicisti
- Giulio Ragno Favero - basso in Iena
- Nicola Cattabiani - basso in Tesla